# Hélène Laverdière
Pour les articles homonymes, voir Laverdière.
Hélène Laverdière, née le 13 avril 1955 à Chicoutimi (Québec), est une femme politique canadienne. Membre du Nouveau Parti démocratique (NPD), elle est députée de la circonscription de Laurier—Sainte-Marie à la Chambre des communes de l'élection fédérale de 2011 jusqu'à celle de 2019.

## Biographie
Hélène Laverdière obtient un doctorat en sociologie de l'université de Bath, en Angleterre.
Elle travaille un temps comme chercheuse puis professeure au département de sociologie de l'Université Laval. En 1992, elle entre au service du ministère des Affaires étrangères du Canada comme agent du service extérieur. Elle devient diplomate et est appelée à occuper des postes à Washington, Dakar et Santiago du Chili.
De retour à Montréal en 2007, elle s'établit sur le Plateau-Mont-Royal. Elle travaille comme pigiste en traduction avant d'être élue députée aux élections fédérales de 2011 avec plus de 46 % des voix. Le 26 mai 2011, elle est nommée porte-parole de l'opposition officielle du Canada pour la coopération internationale puis, par la suite, porte-parole des Affaires étrangères et chef adjoint de l'opposition en octobre 2011.
Aux élections fédérales de 2015, elle est réélue avec 38 % des suffrages. Elle est renouvelée en novembre 2015 dans ses fonctions de porte-parole du Nouveau Parti démocratique (NPD) pour les affaires étrangères. En juillet 2018, elle annonce qu'elle ne se représentera pas pour un troisième mandat lors des élections fédérales de 2019.

### Vie personnelle
Hélène Laverdière est mariée à Germain Bélanger.